# Przemysł inowrocławski
Przemysł (Przemko) inowrocławski (sieradzki) (ur. 1278, zm. 1338 lub 1339) – książę inowrocławski w latach 1287–1314 (do ok. 1296 pod opieką matki, razem z braćmi), od 1300 lennik Wacława II, w latach 1303–1305 w Dobrzyniu, od 1306 lennik Polski, w latach 1306–1309 współzarządca Pomorza Gdańskiego (z ramienia Władysława Łokietka), w wyniku podziału od 1314 w Bydgoszczy i Wyszogrodzie, od 1323/1324 ponownie w Inowrocławiu, w 1327 zamiana Inowrocławia na Sieradz.
Przemysł był drugim pod względem starszeństwa synem księcia Inowrocławia Siemomysła i Salomei. Ojcem chrzestnym księcia był zapewne książę wielkopolski Przemysł II przy okazji zjazdu w Lądzie w 1278 r., podczas którego Siemomysła przywrócono do władzy w księstwie. W 1287 r. zmarł ojciec, a władzę w księstwie przejęła regencja z księżną Salomeą na czele. Do usamodzielnia się Przemysła doszło ok. 1296 r. Początkowo rządził razem z braćmi Leszkiem i Kazimierzem III. W 1300 r. zmuszony do uznania zwierzchności Wacława II. W latach 1303–1312 wobec znalezienia się starszego brata Leszka w niewoli czeskiej faktyczny władca dzielnicy inowrocławskiej. W 1303 r. wsparł bunt poddanych w księstwie dobrzyńskim stryja Siemowita, w wyniku czego do 1305 r. był tam formalnie namiestnikiem księstwa. W 1306 r. podporządkował się drugiemu stryjowi Władysławowi Łokietkowi, w zamian za co otrzymał namiestnictwo w Świeciu na Pomorzu Gdańskim. Próbował bez rezultatu wykupić od Krzyżaków zastawioną przez Leszka w 1303 r. ziemię michałowską (za pieniądze uzyskane od biskupa kujawskiego Gerwarda). Urząd namiestnika Przemysł stracił w 1309 r. w wyniku najazdu krzyżackiego. Wnet po utraceniu Pomorza Przemysł razem z bratem Kazimierzem zaangażował się w konflikt (na tle majątkowym) z Gerwardem biskupem włocławskim, co skończyło napadem na biskupią posiadłość w Raciążu, uwięzieniem biskupa i karą ekskomuniki rzuconą na książąt. Do pogodzenia obu stron doszło dopiero w 1311 r. W 1314 r. – dwa lata po powrocie brata Leszka z czeskiej niewoli nastąpił podział ojcowizny. Przemko otrzymał wtedy północną część księstwa (Bydgoszcz i Wyszogród). W 1318 r. zawarł z Leszkiem układ o przeżycie, jednak pomiędzy 1323 a 1324 starszy brat niespodziewanie abdykował pozostawiając całość księstwa Przemkowi. W 1325 r. lokował na prawie magdeburskim Solec Kujawski. Książę inowrocławski razem z braćmi był wiernym wykonawcą polityki Władysława Łokietka. W 1318 brał udział w zjeździe w Sulejowie, a w 1320 r. świadczył podczas procesu polsko-krzyżackiego o Pomorze Gdańskie. W 1327 lub 1328 r. wobec wybuch wojny polsko-krzyżackiej w celu ułatwienia Łokietkowi prowadzenia działań wojennych doszło do zamiany księstwa inowrocławskiego na sieradzkie. W konflikcie tym Przemko usiłował pełnić rolę arbitra. Nie uchroniło to jednak przed zniszczeniem Sieradza w 1331 r. Książę sieradzki zmarł pod koniec 1338 lub na początku 1339 r., gdyż świadkowie na procesie warszawskim z Krzyżakami mówią o nim, jako niedawno zmarłym. Przemysł nie był żonaty i nie pozostawił potomstwa. Nie wiadomo, gdzie został pochowany. Księstwo sieradzkie zostało połączone z królestwem polskim.
| 4. Kazimierz I kujawski zm. 14 grudnia 1267               |  |                                            |  |  |                                               |
|                                                           |  | 2. Ziemomysł inowrocławski zm. 1287        |  |  |                                               |
| 5. Konstancja wrocławska zm. 21 lutego między 1253 a 1257 |  |                                            |  |  |                                               |
|                                                           |  |                                            |  |  | 1. Przemysł inowrocławski zm. w 1338 lub 1339 |
| 6. Sambor II Tczewski zm. 30 grudnia 1277 lub 1278        |  |                                            |  |  |                                               |
|                                                           |  | 3. Salomea Pomorska zm. między 1312 a 1314 |  |  |                                               |
| 7. Matylda meklemburska zm. 23 listopada 1270             |  |                                            |  |  |                                               |
|                                                           |  |                                            |  |  |                                               |